# Stanisław Marian Tychoniewicz
Stanisław Marian Trzywdar Tychoniewicz (ur. 30 czerwca 1876 we Lwowie, zm. 4 grudnia 1953 w Gdańsku) – inżynier budownictwa wodnego i lądowego, kierownik Inspekcji Dróg Wodnych w Bydgoszczy, adiunkt Politechniki Gdańskiej, działacz turystyczny.

## Życiorys
Urodził się 30 czerwca 1876 r. we Lwowie. Był synem Jana, właściciela dużego gospodarstwa rolnego w Netrebie na Podolu, i Katarzyny z Repichowskich. Uczył się w Gimnazjum Klasycznym im. Stefana Batorego we Lwowie, gdzie w 1896 r. zdał egzamin dojrzałości. Następnie studiował na Wydziale Inżynierii Lądowej i Wodnej Politechniki Lwowskiej. W 1901 r. uzyskał dyplom inżyniera budownictwa wodnego i lądowego.

### Działalność w Galicji
W latach 1897–1900 odbywał obowiązkową służbę wojskową w armii austriackiej. Przez 18 lat pracował na różnych stanowiskach w Galicji. Jeszcze przed ukończeniem studiów był zatrudniony jako pomocnik techniczny w starostwie w Sanoku (1899, 1900–1901). Po studiach, od 1901 do 1904 r. pracował w Jarosławiu na stanowisku adiunkta budownictwa. W latach 1904–1907 był zatrudniony w C. K. Kierownictwie Regulacji Sanu w Przemyślu, w latach 1907–1912 był kierownikiem Ekspozytury Kierownictwa Regulacji Sanu w Nisku, a w latach 1912–1917 (z przerwą spowodowaną służbą wojskową podczas I wojny światowej kierował regulacją rzeki Stryj. W okresie 1917–1918 zajmował stanowisko w Kierownictwie Ekspozytury Budowlanej Stryj-Skole-Drohobycz.
23 grudnia 1918 r. zgłosił się jako ochotnik do Wojska Polskiego i służył w oddziałach inżynieryjno-saperskich do listopada 1920 r. Uczestniczył w obronie Lwowa. Do rezerwy przeszedł w stopniu kapitana. Od 1918 do 1923 r. kierował w dalszym ciągu regulacją rzeki Stryj.

### Okres międzywojenny
W 1923 r. przeniósł się do Poznania, gdzie został kierownikiem w Wojewódzkim Oddziale Dróg Wodnych (1923–1926), a następnie do 1937 roku pracował na stanowisku kierownika Inspekcji Dróg Wodnych w Bydgoszczy. Jako doświadczony specjalista w zakresie budownictwa wodnego, został mianowany przez wojewodę poznańskiego cywilnym inżynierem budownictwa, techniki, kultury i miernictwa z siedzibą w Bydgoszczy, a po włączeniu tego miasta do województwa pomorskiego (1938), został inspektorem wałowym rzeki Wisły. Na polecenie Ministerstwa Komunikacji opracowywał projekt jazu na Brdzie w Bydgoszczy. Był także rzeczoznawcą sadowym. W czerwcu 1939 r. z polecenia Ministerstwa Spraw Wojskowych i Dowództwa Okręgu Korpusu Nr VIII w Toruniu opracował projekt budowy zapory wodnej na jeziorze Pakoskim (przy górnej Noteci), celem zalania doliny noteckiej przy spodziewanej agresji Niemiec.

### II wojna światowa
Wybuch II wojny światowej zastał go w Bydgoszczy. Po zajęciu miasta przez Niemców zmuszono go pod groźbą rozstrzelania, do pracy w niemieckim Zarządzie Wodnym. W styczniu 1940 r. udało mu się przy pomocy polskich kolejarzy ujść do Warszawy, a następnie do Nowego Sącza, gdzie utworzył własne biuro prac inżynierskich. Wykonywał pomiary gruntów, zdjęcia Dunajca, projekty zakładów wodnych (tartaki, młyny). Jako biegły sądowy dokonywał oszacowań majątków ziemskich i budowli przemysłowych. W kwietniu 1942 r., zadenuncjowany przez Polaka, został aresztowany przez gestapo i osadzony w więzieniu. Bity i torturowany nie przyznał się do zarzucanych mu czynów. W lipcu 1942 r. zwolniono go z więzienia, lecz pozostawiono pod dozorem. Przebywał przeważnie we wsiach w okolicy Sanoka. W październiku 1943 r. wyjechał do Warszawy, gdzie pracował w Zarządzie Miasta jako kierownik Oddziału Wodno-Melioracyjnego. W czasie powstania warszawskiego kopał studnie zaopatrujące ludność w wodę. W październiku 1944 r. umknął z konwoju niemieckiego i przedostał się do Grodziska i następnie przez Piotrków Trybunalski do Krakowa, gdzie mieszkał u zięcia Ludwika Świerzawskiego.

### Okres powojenny
2 lutego 1945 r. został przyjęty do Poznańskiej Grupy Operacyjnej przy Krakowskim Urzędzie Wojewódzkim. Następnie wyjechał do Poznania, skąd w marcu 1945 r. został przeniesiony do Bydgoszczy na stanowisko kierownika Państwowego Zarządu Wodnego. W 1945 r. dążył do umożliwienia swobodnej żeglugi polskich jednostek pływających po rzekach: Brdzie i Noteci, będących wówczas w zarządzie wojskowych władz radzieckich, a także domagał się naprawienia śluzy w Brdyujściu i na Okolu, gdyż groziło miastu zalanie. W sprawie ochrony obiektów hydrologicznych podejmował korespondencję z polskimi przełożonymi m.in. Ministrem Komunikacji i radziecką komendanturą. W 1949 r. chcąc poświęcić się pracy naukowej poprosił o zwolnienie z zajmowanego stanowiska.
Rada Wydziału Inżynierii Lądowej Politechniki Gdańskiej zaangażowała go z dniem 1 stycznia 1950 r. na stanowisko starszego asystenta i kontraktowego wykładowcę regulacji rzek. W latach 1951–1953 był adiunktem w Katedrze Hydrologii i Hydrauliki. Miał opinię pracownika „o dużych i ugruntowanych wiadomościach technicznych”, pilnego i pracowitego. Jesienią 1953 r., po przebytej operacji gardła, mając 77 lat, odszedł od działalności zawodowej. Zmarł 4 grudnia 1953 roku w Gdańsku.

### Rodzina
Stanisław Tychoniewicz był dwukrotnie żonaty. Pierwszą żoną była Helena z Dziewotów (1880–1943), ślub w 1901, z którą miał dzieci: Jadwigę (ur. 1902), Zdzisława (1905–1944) – oficera Wojska Polskiego, inżyniera mechanika, kierownika działu konstrukcyjnego Zakładów Lotniczych w Warszawie, Kazimierza (ur. 1912) – oficera, mechanika w Marynarce Handlowej. Drugą żoną była wdowa Maria Kazimiera z Kobaków (ślub w 1945).

## Działalność naukowa
Jego pasją była hydrologia i zagadnienia sztucznych dróg wodnych (śluzy, jazy). W 1931 r. uczestniczył jako przedstawiciel Ministerstwa Robót Publicznych w Międzynarodowym Kongresie Żeglugi w Wenecji i Genui, podczas którego wygłosił referat. Do wybuchu II wojny światowej opublikował m.in. prace: 
- „Statki towarowe na drogach wodnych w Polsce”,
- „Pomiary objętości przepływu na rzekach skanalizowanych”, (Pamiętnik I-go Polskiego Zjazdu Hydrotechnicznego, Warszawa 1929),
- „Przepływ wód pod fundamentami obiektów dróg wodnych” (w językach francuskim, niemieckim, angielskim) – Wenecja 1931.

Podczas okupacji w Warszawie pracował nad książkami: „Monografia Brdy” i „Zagadnienia hydrotechniczne”. W latach 40. pracując zawodowo w Bydgoszczy, w dalszym ciągu zajmował się pracą naukową. Przygotował następujące prace i elaboraty:
- „Monografia rz. Brdy”,
- „Transport na drogach wodnych śródlądowych”,
- „Porty i przystanie na drogach śródlądowych”, - wykorzystane na kursie dla oficerów Sztabu Generalnego WP w 1947 r.
- „Rozbudowa bydgoskiego węzła dróg wodnych”,
- „Przebudowa koryta rz. Brdy w Bydgoszczy”,
- „Bydgoski węzeł dróg wodnych”.

W ramach rozbudowy Bydgoskiego Węzła Wodnego, proponował budowę tzw. kanału obiegowego będącego wodnym obejściem Bydgoszczy od południa.

## Udział w organizacjach i stowarzyszeniach
W czasie studiów należał do tajnej polskiej organizacji „Orzeł Biały” i był współwydawcą tajnego czasopisma pod tym samym tytułem. W latach 1911–1914 był komendantem polowej drużyny sokolej Nisko-Stryj. Działał również w Związku Byłych Ochotników Armii Polskiej 1918–1920 (w latach 1938–1929 jako prezes okręgu pomorskiego i oddziału bydgoskiego).
Od wczesnej młodości poświęcał się żeglarstwu i narciarstwu. Od 1912 r. był członkiem Polskiego Towarzystwa Tatrzańskiego. W latach 1932–1933 kierował delegaturą a następnie Kołem Bydgoskim PTT. W 1937 r. był współzałożycielem i członkiem zarządu Oddziału PTT w Bydgoszczy. W latach 1928–1939 pełnił funkcję prezesa Bydgoskiego Klubu Narciarzy i Bydgoskiego Klubu Żeglarskiego. Od 1926 udzielał się w Bydgoskim Towarzystwie Wioślarskim (od 1930 jako członek honorowy). Wydawał tygodnik sportowy „Na Śnieżnych Falach” (1932).
W 1947 r. reaktywował działalność bydgoskiego Oddziału Polskiego Towarzystwa Tatrzańskiego i został prezesem. Funkcję pełnił do momentu powołania Polskiego Towarzystwa Turystyczno-Krajoznawczego w województwie bydgoskim w marcu 1951 r. W latach 1945–1949 należał również do Stronnictwa Pracy.

## Ordery i odznaczenia
- Złoty Krzyż Zasługi (22 sierpnia 1928)[1]

## Upamiętnienie
Jego imię nosi jedna z ulic w Bydgoszczy na osiedlu Przylesie w dzielnicy Fordon.